# Lokomotiva 706.95
Lokomotiva řady 706.95 je řada lokomotivy z 80. let dvacátého století. Byla vyráběna v SSSR, kde byla označována jako typ TU 46.0.[zdroj?] Několik kusů provozovaly tehdejší ČSD i v bývalém Československu. Jednalo se o stroj, který byl provozován na úzkorozchodných tratích.

## Nasazení v praxi
Několik lokomotiv provozuje železniční depo v Popradě, na trase Poprad-Tatry - Štrbské Pleso a Starý Smokovec - Tatranská Lomnica od roku 1985, na úzkorozchodné trati 1000 mm.

## Technické parametry
Kabina lokomotivy byla umístěna v zadní části rámu. Má uspořádání dvojkolí B’B’ ve dvou podvozcích, které jsou otočné a vzájemně vyměnitelné, což bylo výhodné z hlediska provozní údržby. Pod kapotou byl umístěn naftový motor 1 D 12-400, vodou chlazený dvanáctiválec s válci do V. Výkon motoru byl 294 kW a v zimním období bylo možné využívat předehřívání. Hydrodynamická převodovka obsahovala dva měniče s elektropneumatickou impulsní regulací
Palivová nádrž měla objem 750 litrů [zdroj?] paliva. Lokomotiva používá tři druhy brzd: tlakovou samočinnou, přímočinnou a ruční. Lokomotiva používá registrační rychloměr, olověný akumulátor 24 V se šesti články a kapacitou 396 Ah, dobíjecí dynamo, elektrický spouštěč motoru 11 kW a regulátor nabíjecích obvodů.
V SSSR byl typ TU 46.0 označován jako typ TU 7E. Lokomotiva je použitelná pro rozchody železnice 750 mm až 1520 mm.